# Litchi litchi
Litchi litchi là một loài thực vật có hoa trong họ Bồ hòn. Loài này được (Cambess.) Britton mô tả khoa học đầu tiên năm 1918.